# مايكل أنطونيو
مايكل غريغوري أنطونيو (بالإنجليزية: Michail Gregory Antonio) (مواليد 28 مارس 1990 في واندسوورث، لندن، إنجلترا) هو لاعب كرة قدم جمايكي وُلد في إنجلترا، يلعب حالياً مع نادي وست هام يونايتد في مركز الهجوم وسبق له اللعب مع نوتينغهام فورست وشيفيلد وينزداي وكولتشستر يونايتد ونادي ساوثهامبتون وتشيلتنهام تاون وتوتنغ أند ميتشام يونايتد ونادي ريدينغ.

## روابط خارجية
- مايكل أنطونيو على موقع الاتحاد الأوربي (الإنجليزية)
- مايكل أنطونيو على موقع إي إس بي إن إف سي (الإنجليزية)
- مايكل أنطونيو على موقع قاعدة بيانات كرة القدم.إي يو (الإنجليزية)
- مايكل أنطونيو على موقع ليكيب (الفرنسية)
- مايكل أنطونيو على موقع ناشيونال فوتبول تيمز (الإنجليزية)
- مايكل أنطونيو على موقع Soccerbase.com (لاعب) (الإنجليزية)
- مايكل أنطونيو على موقع Soccerway.com (الإنجليزية)
- مايكل أنطونيو على موقع عالم كرة القدم.نت (الإنجليزية)
- مايكل أنطونيو على موقع AS.com (الإسبانية)